# الجنينة (السودان)

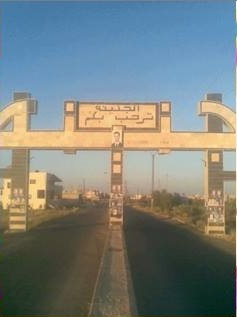
مدخل المدينة

مدينة الجنينة هي عاصمة "سلطنة المساليت"تقع في أقصى غرب السودان على ارتفاع 800 متر فوق سطح البحر (2.624 قدم) وتبعد عن الخرطوم العاصمة حوالي 1200 كيلومتر (745.64 ميل) وهي مركز تجاري ومعبر حدودي نحو تشاد  و "افريقيا الوسطى" وسائر بلدان غرب  افريقيا و "وسط إفريقيا"، حيث تبعد عن الحدود التشادية حوالي 27 كيلومتر (16.77 ميل).

## التسمية
لفظ الجنينة في السودان يعتي الحديقة وهو لغة تصغير للفظ الجنة أي الحديقة أو البستان، وسميّت مدينة الجنينة بهذا الاسم نسبةً إلى كونها مدينة ذات طبيعة خضراء تعج بالحدائق والبساتين والحقول المخضرة، كذلك ترجع التسمية إلى السلطان بحر الدين سلطان المساليت، وهو أول من حكم المدينة واقام فيها حديقة كبيرة عرفت بجنينة السلطان بحر الدين.
وتلقب المدينة باسم «الجنينة اندوكا» وهو لقب السلطان محمد بحر الدين اندوكا. واللفظ اندوكا يعني بلفة المساليت القدح الكبير دلالة على شدة الكرم والسخاء.

## الموقع
تقع المدينة جغرافياً في الجهة الغربية من اقليم دارفور وتبعد عن مدينة الفاشر عاصمة إقليم دارفور 350 كيلومتر (217.47 ميل)، ،وتقع فلكياً على خط طول 22.43333 درجة شرق خط  غرينتش، وعلى خط عرض 13.45 شمال خط الاستواء.

## التاريخ
تعتبر مدينة الجنينة عاصمة لدار مساليت، التي نشأت فيها سلطنة المساليت إحدى سلطنات بلاد السودان القديمة الواقعة في المنطقة ما بين السودان و تشاد الحاليتين والتي انضمت إلى السودان الإنجليزي المصري بموجب اتفاقية عام 1919، وكان السلطان محمد بحر الدين ولقبه أندوكا أول سلطان للمساليت نقل العاصمة من مدينة دار جيل إلى الجنينة عام 1913 واهتم بعمرانها وقد خلف والده على السلطة بعد استشهاد عمه السلطان تاج الدين في معركة دوتي مع الفرنسيين عام 1910 واقام في موقع الجنينة حدائق وبساتين لتكون بمثابة منتجع له عرف بجنينة (حديقة) السلطان بحر الدين، وفي فترة الحكم الثنائي  وحتى في فترة ما بعد استقلال السودان اصبحت الجنينة جزء من مديرية دارفور ثم تحولت اخيراً عاصمة لولاية غرب دارفور احدى ولايات دارفور الكبرى.  

## المناخ
يسود الجنينة بمناخ حار شبه جاف (كوبن BSh) ويتميز بموسمين: موسم رطب قصير ودافئ من منتصف يونيو / حزيران إلى أواخر  سبتمبر / ايلول وموسم جاف طويل حار وجاف يغطي الأشهر التسعة المتبقية من العام. تهطل في المدينة الأمطار الموسمية، والتي هي السبب الرئيسي في خصوبة أرضها و في الانتشار الكبير للمساحات الزراعية فيها.

## الإقتصاد
تتميّز المدينة بوجود العديد من المصادر الإقتصادية ويعتمد اقتصادها على قطاعات: الزراعة، والرعي والتجارة والخدمات.

### الزراعة
تشكل الزراعة القطاع الذي يعتمد عليه الإقتصاد بشكل أكبر لخصوبة التربة ووفرة الأمطار والمياه الجوفية ، كما أدى انتشار غابات اشجار الهشاب حول المدينة إلى جعلها مصدرا مهماً لإنتاج الصمغ العربي وإلى جانب ذلك تزرع محاصيل مثل القطن والتبغ والذرة الرفيعة و السمسم والدخن والبطيخ والكركديه والبامية وبعض الفاكهة مثل المانجو والجوافة والببايا والبرتقال.

### الرعي
ويأتي الرعي وتربية المواشي في المرتبة الثانية للموارد الاقتصادية في منطقة الجنينة ويشمل ذلك الأبقار والماعز والإبل.

### التجارة
وتشكل التجارة بما فيها تجارة التجزئة المحلية وتجارة التصدير مصدراً من مصادر الثروة والإنتاج بالمدينة إلى جانب قطاع الخدمات المتنوعة.

## عدد السكان
يبلغ عدد سكان الجنينة 169259 نسمة (حسب احصاء2010)

شعار جامعة الجنينة

| سنة            | عدد السكان |
| -------------- | ---------- |
| 1973 (إحصاءات) | 35.424     |
| 1983 (إحصاءات) | 55.996     |
| 1993 (إحصاءات) | 92.831     |
| 2010 (تقديرات) | 169.259    |

### التركيبة السكانية
يعيش في مدينة الجنينة شأنها شأن العديد من مناطق السودان عدد من القبائل المختلفة التي يجمع بينها وبحكم تعايشها وتصاهرها العديد من العادات والتقاليد والموروثات الشعبية المشتركة، ومن هذه القبائل: قبيلة المحاميد، و قبيلة الهوسا والزغاوة، و التامة، و الفور، و مسيرية الجبل، والأرنقا، والكوندي، إضافةً إلى القبائل القادمة من وسط وشمال السودان ومن بينها قبيلة الجعليين ،وتعتبر قبيلة المساليت هي أهم وأبرز القبائل التي تقطن منطقة الجنينة والتي تديرها وفقاً لنظام الإدارة الأهلية في السودان ونظام الحواكير السائد في المنطقة. 

### الإدارة
الجنينة هي إحدى محليات ولاية غرب دارفور الثمان، وهي حاضرة الولاية وأكبر مدنها و تقسم إدارياً إلى ثلاثة مناطق هي:
- اردمتا
- عيش برة
- تندلتي

### احياء الجنينة
- حي الشاطيء
- حيالسلام
- حي الإمتداد
- حي الرياض
- حي الجمهورية

## البنية التحتية

### النقل
معظم الطرق داخل وحول المدينة غير معبدة، إلا أن هناك طريق سريع يقع في الجزء الجنوبي الشرقي منها ويؤدي إلى مدينة نيالا. ويوجد في الجنينة مطار هو مطار الجنينة ويقع شمالي شرق المدينة ويبلغ طول مدرجه 1600 متر (5305 قدم)، ورمزه في منظمة الأياتا هو (EGN) وفي منظمة إيكاو (HSGN). اقرب المطارات إليه هي مطار زالنجي  ويبعد بمسافة 110 كيلومتر (68,3 ميل) و مطار الفاشر و أدري مطار في  تشاد.
| المدينة               | المسافة بالكيلومتر (الميل) |
| --------------------- | -------------------------- |
| أبشة (تشاد)           | 177 (110)                  |
| فايا (تشاد)           | 612(380)                   |
| بابنوسة               | 629,9(319)                 |
| الفاشر                | 312(193,9)                 |
| راجا (جنوب السودان)   | 660 (410)                  |
| بياد (افريقيا الوسطى) | 357 (550)                  |
| أم تيمان (تشاد)       | 360 (223,7)                |
| إنجمينا (تشاد)        | 818 (508)                  |

## التعليم
إلى جانب المدارس الإبتدائية والثانوية على مختلف مراحلها ومساقاتها توجد في المدينة جامعات قومية و هي جامعة الجنينةوبها عدد من الكليات من بينها كلية الطب ، جامعة السودان التقانية - كلية الجنينة التقانية ، جامعة العلوم الصحية ، فرع الجنينة ، جامعة السودان المفتوحة فرع الجنينة .